# Ya tienen asiento
|  |

El aguafuerte Ya tienen asiento es un grabado de la serie Los Caprichos del pintor español Francisco de Goya. Está numerado con el número 26 en la serie de 80 estampas. Se publicó en 1799.

## Interpretaciones de la estampa
Existen varios manuscritos contemporáneos que explican las láminas de los Caprichos. El que se encuentra en el Museo del Prado se tiene como autógrafo de Goya, pero parece más bien despistar y buscar un significado moralizante que encubra significados más arriesgados para el autor. Otros dos, el que perteneció a Ayala y el que se encuentra en la Biblioteca Nacional, realzan la parte más escabrosa de las láminas.
- Explicación de esta estampa del manuscrito del Museo del Prado: Para que las niñas casquivanas tengan asiento no hay mejor cosa que ponérselo en la cabeza.[2]

- Manuscrito de Ayala: Las niñas casquivanas tendrán asiento cuando se lo pongan en la cabeza.[2]

- Manuscrito de la Biblioteca Nacional: Muchas mujeres solo tendrán juicio, ó asiento en sus cabezas, cuando se pongan las sillas sobre ellas. Tal es el furor de descubrir su medio cuerpo, sin notar los pillastrones que se burlan de ellas.[2]

## Técnica del grabado
Lápiz sobre papel fue la técnica que manejo Fransico Jose de Goya para la elaboración de la obra número 26 de la compilación de caprichos